# Claude Brodin
Claude François René Brodin (Les Andelys, 30 luglio 1934 – Les Andelys, 17 ottobre 2014) è stato uno schermidore francese, vincitore di una medaglia di bronzo nella scherma ai giochi olimpici.